# Ford model N
Ford model N byl levný automobil, vyráběný společností Ford Motor Company. Byl představen v roce 1906 jako nástupce modelů A, C a F ve třídě levných vozů.
Model N se odlišoval od svých předchůdců čtyřválcovým motorem, umístěným vpředu. Patnáct koní z řadového čtyřválce pohánělo zadní kola přes dlouhou hřídel. Auto mělo rozvor 2134 mm.
Jednalo se o úspěšný model, bylo vyrobeno 7000 vozů, než produkce v roce 1908 skončila.

## Model R

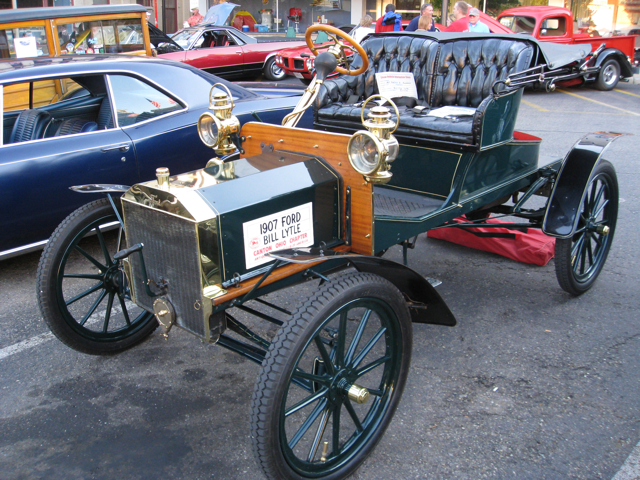
Ford Model R roadster (1907)

Model R byl lépe vybavený Model N s větší karoserií a blatníky. Měl navíc i olejové lampy jako osvětlení a byl o 150 dolarů dražší než základní model N. Model R byl vyráběn pouze v roce 1907, od dubna do října, a prodalo se jich 2500 kusů.

## Model S
Model S byla další verze modelu N. Fordův poslední model s řízením vpravo měl modernější předek a blatníky byly vcelku. Dalším rozdílem byla možnost dokoupit třetí sedadlo. Základní provedení se prodávalo za 700 $. Jako další výbava byly k dispozici třeba sklápěcí střecha, plynové lampy a držáky deštníků. Mezi lety 1907 a 1909 bylo prodáno 3750 vozů.